# Сара Улмер
Сара Улмер (англ. Sarah Ulmer, 14 березня 1976) — новозеландська велогонщиця.
Олімпійська чемпіонка 2004 року в індивідуальній гонці переслідування, учасниця 1996, 2000 років.
Переможниця Ігор Співдружності 2002 (індивідуальна гонка переслідування), 1998 (індивідуальна гонка переслідування) років, срібна призерка 1998 (гонка за очками), 1994 (індивідуальна гонка переслідування) років.
Чемпіонка світу з трекових велоперегонів 2004 року в індивідуальній гонці переслідування, бронзова призерка 1999 року в гонці за очками.